# Phlebophyllum vitellinum
Phlebophyllum vitellinum är en svampart som beskrevs av R. Heim & Gilles 1969. Phlebophyllum vitellinum ingår i släktet Phlebophyllum, ordningen Agaricales, klassen Agaricomycetes, divisionen basidiesvampar och riket svampar.   Inga underarter finns listade i Catalogue of Life.